# Les Insolences du Frère Untel
Les Insolences du Frère Untel est un essai écrit par Jean-Paul Desbiens, sous le pseudonyme de Frère Untel, et publié en 1960.
Jean-Paul Desbiens y fait une critique mordante de la société québécoise, attaque la pauvreté de la langue parlée au Québec (le joual), dénonce une religion basée sur la peur et s'en prend au système d'enseignement qu'il juge archaïque. Il y propose aussi des pistes de réforme qui annoncent la Révolution tranquille.

## La naissance du livre
Le 21 octobre 1959, André Laurendeau dénonce, dans un article du journal Le Devoir la qualité du français enseigné dans les écoles du Québec. Quelques jours plus tard, il reçoit une lettre d’un jeune enseignant, le frère mariste Pierre-Jérôme (Jean-Paul Desbiens de son nom de naissance), qui abonde dans le même sens. André Laurendeau convainc le frère Pierre-Jérôme d'accepter que sa lettre soit publiée sous le pseudonyme de Frère Untel. La lettre paraît le 3 novembre 1959.
Dans les mois suivants, onze autres lettres du Frère Untel sont publiées dans Le Devoir. Le 6 septembre 1960, le livre Les insolences du Frère Untel est publié. Il reprend les thèmes des lettres : la liberté, la qualité de la langue, la culture et l’excellence. Dès ses six premiers mois de parution, c'est un livre à succès avec 100 000 copies vendues.

## L'ouvrage
Il se divise en deux parties: « Frère Untel démolit », où il s'attaque aux valeurs de la société en critiquant l'enseignement de la langue française au Québec ainsi qu'un catholicisme peinant à se renouveler. La deuxième est « Frère Untel ramollit » où Desbiens ne propose que ses notes de conférences sur l'entrecoupement de l'éducation, du laïcat et à l'état ecclésiastique.